# 拉斯普列京陨石坑
拉斯普列京陨石坑（Raspletin）是位于月球背面南半球的一座大撞击坑，其名称取自苏联科学家、无线电和电子工程设计师亚历山大·安德烈耶维奇·拉斯普列京（Aleksandr Andreyevich Raspletin，1908年-1967年），1976年被国际天文学联合会正式批准接受。

## 描述
拉斯普列京陨石坑位于加加林环形山内东南部，西侧毗邻安德罗诺夫陨石坑；西北抵近科斯贝克陨石坑；巴兰金（Balandin）坐落在它的北面；东南分别是西哈诺环形山和乌鲁布莱夫斯基陨石坑。该陨坑的中心月面坐标为22°25′S 151°45′E / 22.41°S 151.75°E，直径45.5公里，深度2.3公里。
拉斯普列京陨坑的边缘轮廓呈多边形状，已明显磨损。其东南内壁并入加加林环形山中，这一面的侧壁坡最为宽阔；而西、北二侧坑壁较平直，南侧壁已磨损，上面覆盖有一些小撞击坑，其中：一座小陨坑就坐落在拉斯普列京陨坑南侧外壁与加加加林环形山内壁的相交处。拉斯普列京陨坑侧壁高出周边地形1110米，内部容积约1800立方千米。坑底表面东南半侧较崎岖，而西北区更平坦。中心点西北是二座相连的圆形小陨坑残迹，另外，靠近东北和西南内壁处还各坐落着一座小陨坑。

## 另请参阅
- Andersson, L. E.; Whitaker, E. A. . NASA RP-1097. 1982.
- Blue, Jennifer. . USGS. July 25, 2007  [2007-08-05]. （原始内容存档于2019-12-13）.
- Bussey, B.; Spudis, P. . New York: Cambridge University Press. 2004. ISBN 978-0-521-81528-4.
- Cocks, Elijah E.; Cocks, Josiah C. . Tudor Publishers. 1995. ISBN 978-0-936389-27-1.
- McDowell, Jonathan. . Jonathan's Space Report. July 15, 2007  [2007-10-24]. （原始内容存档于2019-06-21）.
- Menzel, D. H.; Minnaert, M.; Levin, B.; Dollfus, A.; Bell, B. . Space Science Reviews. 1971, 12 (2): 136–186. Bibcode:1971SSRv...12..136M. doi:10.1007/BF00171763.
- Moore, Patrick. . Sterling Publishing Co. 2001. ISBN 978-0-304-35469-6.
- Price, Fred W. . Cambridge University Press. 1988. ISBN 978-0-521-33500-3.
- Rükl, Antonín. . Kalmbach Books. 1990. ISBN 978-0-913135-17-4.
- Webb, Rev. T. W.  6th revised. Dover. 1962. ISBN 978-0-486-20917-3.
- Whitaker, Ewen A. . Cambridge University Press. 1999. ISBN 978-0-521-62248-6.
- Wlasuk, Peter T. . Springer. 2000. ISBN 978-1-85233-193-1.